# Banfora
Banfora – miasto w południowo-zachodniej części Burkina Faso. Położone jest nad rzeką Komoé. Jest stolicą Prowincji Comoé i zarazem ośrodkiem administracyjnym regionu Cascades. Położone jest około 400 km na południowy zachód od stolicy kraju, Wagadugu. W spisie ludności z 2019 roku liczyło 117,2 tys. mieszkańców.
Miasto jest ośrodkiem handlowym regionu hodowli bydła oraz uprawy orzeszków ziemnych, trzciny cukrowej, sezamu, sorga, ryżu. 